# Stefan Steinbock
Stefan Steinbock (* 21. September 1962 in Crimmitschau) ist ein ehemaliger deutscher Eishockeyspieler und DDR-Nationalspieler, der über viele Jahre beim SC Dynamo Berlin in der DDR-Oberliga sowie für den EV Landshut und EHC 80 Nürnberg in der Eishockey-Bundesliga respektive Deutsche Eishockey Liga aktiv war. Anschließend spielte er beim ETC Crimmitschau, bei dem er seit 2001 als Sponsorenbeauftragter arbeitet.

## Karriere
Stefan Steinbock begann  mit dem Eishockeyspiel im Nachwuchsbereich des heutigen ETC Crimmitschau und gehörte ab etwa 1980 dem SC Dynamo Berlin an. 1981 stand er das erste Mal für Dynamo in der DDR-Oberliga auf dem Eis und gewann mit dem Klub sieben Mal in Folge die DDR-Meisterschaft.
Im Dezember 1984 flüchtete Steinbock, so wie sein Zimmerkollege Guido Hiller drei Monate zuvor, nach einem Vierländerturnier in Feldkirch in die Bundesrepublik Deutschland. Anschließend fuhr er zu Hiller, der beim Mannheimer ERC trainierte, aber aufgrund einer 18-monatigen Sperre nicht spielen durfte. Daher entschied sich Steinbock, wieder in die DDR zurückzukehren, meldete sich in der ständigen Vertretung der DDR in Bonn und wurde in die DDR verbracht. Nach mehrfachen Verhören und einer Sperre durfte Steinbock wieder für den SC Dynamo spielen. Steinbock unterschrieb, um ohne Strafe zu bleiben, eine Verpflichtungserklärung als Inoffizieller Mitarbeiter der Staatssicherheit.
1990 entstand aus der Sektion Eishockey des SC der EHC Dynamo Berlin, doch Steinbock entschied sich schon kurz nach dem Mauerfall für ein Engagement beim EV Landshut aus der Eishockey-Bundesliga. Ab 1993 war er für den EHC 80 Nürnberg in der 2. Bundesliga und der DEL aktiv, dessen Profimannschaft sich 1995 in Nürnberg Ice Tigers umbenannte. Während der Saison 1996/97 wechselte er zum ETC Crimmitschau in die zweitklassige 1. Liga und gehörte dort in den folgenden Jahren zu den Führungsspielern. Im Jahr 2000 beendete er seine Profikarriere, seine Trikotnummer #10 wurde vom ETC gesperrt.
Seit 2001 arbeitet Steinbock als Sponsorenbeauftragter beim ETC Crimmitschau.
In der Saison 2001/02 spielte er auf Amateurebene zunächst für die USG Chemnitz in der Eishockey-Sachsenliga, ehe er im November 2001 zum EHV Schönheide wechselte. Ab 2002 spielte er für den EHV in der Regionalliga, ehe er 2004 seine Karriere endgültig beendete.

## International
Stefan Steinbock absolvierte insgesamt 83 Spiele für die DDR-Nationalmannschaft. Er stand bei vier Weltmeisterschaften auf dem Eis, 1983, 1986, 1987 und 1989.

## Erfolge und Auszeichnungen
- 1982: DDR-Meister mit dem SC Dynamo Berlin
- 1983: DDR-Meister mit dem SC Dynamo Berlin
- 1984: DDR-Meister mit dem SC Dynamo Berlin
- 1985: DDR-Meister mit dem SC Dynamo Berlin
- 1986: DDR-Meister mit dem SC Dynamo Berlin
- 1987: DDR-Meister mit dem SC Dynamo Berlin
- 1988: DDR-Meister mit dem SC Dynamo Berlin

## Karrierestatistik
(Legende zur Spielerstatistik: Sp oder GP = absolvierte Spiele; T oder G = erzielte Tore; V oder A = erzielte Assists; Pkt oder Pts = erzielte Scorerpunkte; SM oder PIM = erhaltene Strafminuten; +/− = Plus/Minus-Bilanz; PP = erzielte Überzahltore; SH = erzielte Unterzahltore; GW = erzielte Siegtore; 1 Play-downs/Relegation; Kursiv: Statistik nicht vollständig)